# Reial Acadèmia d'Irlanda
La Reial Acadèmia d'Irlanda (Royal Irish Academy (RIA)) (en irlandès Acadamh Ríoga na hÉireann), és una de les societats d'aprenentatge i institucions culturals principals d'Irlanda. Es va fundar el 1785 i els seus antics i actuals membres inclouen artistes, científics i escriptors de totes parts d'Irlanda. La condició de membre es fa per elecció, usualment després que el membre proposat hagi presentat un treball científic o acadèmic notable. A qui són escollits se'ls permet usar les lletres MRIA (Membres de la Reial Acadèmia d'Irlanda) després dels seus noms. A més a més, els erudits internacionals poden ser elegits com a membres honoraris si han contribuït amb l'acadèmia i tenen connexió amb Irlanda.